# Cossombrato
Cossombrato ist eine Gemeinde in der italienischen Provinz Asti (AT), Region Piemont.

## Lage und Einwohner
Cossombrato liegt 15 km nordwestlich von der Provinzhauptstadt Asti entfernt. Das Gemeindegebiet umfasst eine Fläche von fünf km² und hat 506 Einwohner (Stand 31. Dezember 2023). Die Gemeinde ist ein Teil der Comunità Collinare Val Rilate. Die Nachbargemeinden sind Asti, Castell’Alfero, Chiusano d’Asti, Corsione, Montechiaro d’Asti und Villa San Secondo.

## Kulinarische Spezialitäten
In Cossombrato werden Reben der Sorte Barbera für den Barbera d’Asti, einen Rotwein mit DOCG Status angebaut.